# Moulaye Ould Mohamed Laghdaf
Moulaye Ould Mohamed Laghdaf (in arabo مولاي ولد محمد لغظف‎? (Néma, 12 dicembre 1957) è un politico mauritano.
Ha ricoperto l'incarico di primo ministro dal 14 agosto 2008 al 20 agosto 2014.